# 県庁通り停留場
県庁通り停留場（けんちょうどおりていりゅうじょう）は岡山県岡山市北区表町一丁目・丸の内一丁目（東山方面ホーム）および、表町二丁目・内山下一丁目（岡山駅前方面ホーム）にある岡山電気軌道東山本線の停留場である。駅番号はH05。

## 歴史
- 1927年（昭和2年）9月26日：城下[2] ~ 栄町口間に 相生橋筋駅として開業。
- 1935年（昭和10年）8月13日：内山下停留場（2代目停留場）[3]に改称。
- 1970年（昭和45年）11月1日：県庁通駅に改称。
- 2001年（平成13年） - 2003年（平成15年）：県庁通り停留場に表記変更。

## 構造
内山下交差点を挟んで北側に東山方面乗り場、南側に岡山駅前方面乗り場（いずれも島式ホームで、それぞれ片側のみ使用）がある。

## 周辺
- 岡電バス・両備バス・宇野バス「中銀本店前」バス停
- 岡電バス・宇野バス「中銀本店西」バス停
- 岡山県道27号岡山吉井線（城下筋）
- 岡山県庁
- 岡山県立図書館
- 天満屋岡山本店
- 天満屋バスステーション
- 宇野自動車本社・表町バスセンター
- 日本銀行岡山支店
- ちゅうぎんフィナンシャルグループ本社
  - 中国銀行本店
- もみじ銀行岡山支店
- おかやま信用金庫内山下支店
- いちよし証券岡山支店
- JTB岡山支店
- 岡山表町商店街
- ルネスホール（旧日本銀行岡山支店）
- 宇野表町駐車場
- 宇野内山下駐車場
- 大本組
- 中国電力岡山支社

## 隣の停留場
岡山電気軌道
■東山本線
城下停留場 (H04) - 県庁通り停留場 (H05) - 西大寺町・岡山芸術創造劇場ハレノワ前停留場 (H06)